# De nens
De nens és un llargmetratge documental realitzat pel director català Joaquim Jordà l'any 2003 sobre el judici del famós «Cas Raval».

## Argument
És una reflexió sobre el sistema judicial, el paper dels mitjans de comunicació i les polítiques d'especulació immobiliària que assetgen la ciutat de Barcelona. Pren com a base el llibre Raval: De l'amor als nens del periodista Arcadi Espada, on desmunta minuciosament una gran xarxa que suposadament havia captat més d'una cinquantena de nens i testimoniava la negligència de policies, psicòlegs, alguns representants judicials i, sobretot, dels mitjans de comunicació que propagaren l'escàndol.
La pel·lícula es va estrenar al març del 2004 als Cinemes Verdi de Barcelona. Aquell mateix any, fou nominada a la categoria Millor Documental dels Premis Goya, i guardonada com a Millor documental Iberoamericà al Festival Internacional de Gualadajara (Mèxic). El 2005 va ser premiada com a millor documental pel Col·legi de Directors de Catalunya.